# Nghiêm Gia Cam
Nghiêm Gia Cam (tiếng Trung: 嚴家淦; bính âm: Yán Jiāgàn; 23 tháng 10 năm 1905 - 24 tháng 12 năm 1993), còn được gọi là C. K. Yen (viết theo phiên âm Yen Chia-kan), là một chính trị gia Đài Loan. Ông đã kế tục Tưởng Giới Thạch làm Tổng thống Trung Hoa Dân quốc sau khi Tưởng qua đời vào ngày 5 tháng 4 năm 1975. Ông phục vụ phần còn lại của nhiệm kỳ của Tưởng cho đến ngày 20 tháng 5 năm 1978. Ông là một thành viên của Quốc dân Đảng.

## Tiểu sử
Ông sinh năm 1905 ở huyện Ngô, Tô Châu, tỉnh Giang Tô (nay thuộc Trung Quốc đại lục). Ông xuất thân từ dòng họ danh giá, Đông Sơn Nghiêm Thị (東山嚴氏). Ông tốt nghiệp Đại học Saint John tại Thượng Hải với bằng hóa học vào năm 1926.

## Sự nghiệp chính trị
Ông bắt đầu làm giám đốc bộ phận tài chính của Chính quyền tỉnh Phúc Kiến vào tháng 8 năm 1939. Trong nhiệm kỳ của mình, ông đã khởi xướng chính sách nộp tiền thuế đất cho nông dân với sản phẩm nông nghiệp của họ. Chính sách này sau đó được áp dụng trên toàn quốc trên khắp Trung Quốc và đóng góp đáng kể cho nguồn cung cấp lương thực quốc gia trong Thế chiến II.
Ông đã từng giữ chức Bộ trưởng Bộ Kinh tế, Bộ trưởng tài chính và Thống đốc tỉnh Đài Loan. Ông trở thành thủ tướng vào ngày 16 tháng 12 năm 1963.
Năm 1966, Quốc hội Trung Hoa Dân quốc bầu ông làm Phó Tổng thống và ông tái đắc cử vào năm 1972. Ông trở thành Tổng thống thứ hai sau khi Tưởng Giới Thạch qua đời và sau đó kế nhiệm bởi con trai Tưởng Giới Thạch, Thủ tướng Tưởng Kinh Quốc. Sau nhiệm kỳ tổng thống, ông Nghiêm là Chủ tịch Hội đồng Phục hưng văn hóa Trung Hoa và Chủ tịch Hội đồng Bảo tàng Cung điện Quốc gia cho đến năm 1991.